# Georges Conchon
 (juillet 2020).
Si vous disposez d'ouvrages ou d'articles de référence ou si vous connaissez des sites web de qualité traitant du thème abordé ici, merci de compléter l'article en donnant les références utiles à sa vérifiabilité et en les liant à la section « Notes et références ».
Œuvres principales
- L'État sauvage (1964)

Georges Conchon est un écrivain, journaliste et scénariste français né le 9 mai 1925, à Saint-Avit (Puy-de-Dôme) et mort le 29 juillet 1990 à Champigny-sur-Marne.

## Biographie
Né le 9 mai 1925, à Saint-Avit (Puy-de-Dôme), au sein d’une famille d’instituteurs, Georges Conchon, après une licence de philosophie, passe le concours de la fonction parlementaire et entre à l’Assemblée de l’Union française où il est chef de division de 1952 à 1958. Il commence à écrire, entre deux interminables discussions sur le cours de la banane ou l’évolution des coutumes tribales dans le Bas-Congo, tout en voyageant beaucoup, notamment en Afrique.
Son premier roman, Les Grandes Lessives, est publié en 1953, suivi de Chemins écartés. Il est alors embauché par Pierre Lazareff à  France-Soir  comme journaliste. Cette expérience se retrouve dans L'État sauvage, qui lui vaut le prix Goncourt en 1964. En 1958, il est l'un des rares à s'entretenir avec Louis-Ferdinand Céline.
Georges Conchon redevient fonctionnaire en réussissant en 1960 le concours de secrétaire des débats au Sénat. Il exercera cette activité, selon lui « formatrice et alimentaire », jusqu’à sa retraite en 1980.
Avant le Goncourt, Georges Conchon avait reçu le prix Fénéon en 1956, puis le prix des libraires en 1960 pour La Corrida de la victoire. Il y eut ensuite L'Esbrouffe, L'État sauvage, L'Apprenti gaucher, Le Canada, Nous la gauche devant Louis-Napoléon, L'Amour en face, Le Sucre, Le Bel Avenir, Colette Stern.
Comme scénariste, son palmarès est également brillant, avec, dès 1965, sa rencontre avec Luchino Visconti pour une première mouture (non tournée) de l'adaptation de L'Étranger d'Albert Camus, puis L'Horizon (réalisé par Jacques Rouffio en 1967), Sept morts sur ordonnance (J. Rouffio en 1976), La Victoire en chantant (Jean-Jacques Annaud en 1976), Judith Therpauve (Patrice Chéreau en 1978), La Banquière (Francis Girod en 1980). Il travaille aussi pour la télévision, en dirigeant sur A2 une collection de téléfilms et en mettant en chantier l'écriture du feuilleton Châteauvallon. Certains de ses livres ont été portés à l’écran, notamment L'État sauvage et Le Sucre par Jacques Rouffio.

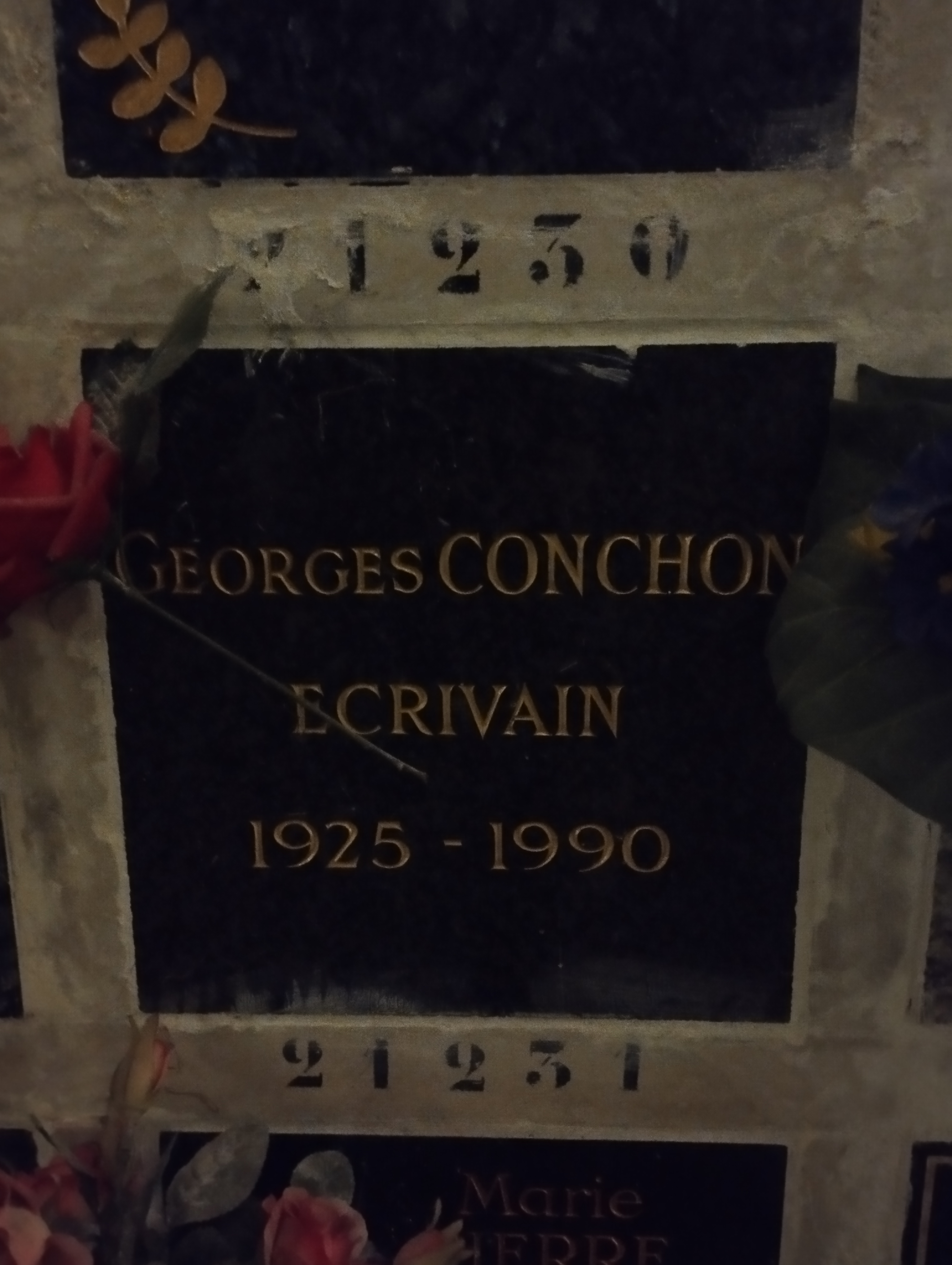
Plaque funéraire de Georges Conchon au columbarium du Père-Lachaise (division 87, case n° 21 230).

Sa dernière collaboration au cinéma aura été un scénario consacré à l’histoire du célèbre assassin du XIXe siècle, Lacenaire. Réalisé par Francis Girod, le film sort en salles en 1990.
Georges Conchon, chevalier de la Légion d’honneur et officier de l’ordre national du Mérite et des Arts et des Lettres, était engagé politiquement, au PSU puis au Parti socialiste. On en trouve trace dans son œuvre qui traite volontiers des aspects les plus insupportables du capitalisme et du colonialisme.
Amateur de sculpture mais aussi de jazz, Georges Conchon aimait « chiner » au marché aux puces à la recherche de ces vrais peintres naïfs qu’il appréciait « parce que eux aussi donnent une image de cette vie que j’aime de toutes mes forces ». Parlant de son enfance et de son pays de Saint-Avit, Georges Conchon a été l'invité de la collection radiophonique « Les Contes de la Mémoire » enregistrée par FR3 Auvergne (1976, 80 min, INA Lyon).
Conchon meurt le 29 juillet 1990 et est inhumé au columbarium du Père-Lachaise (case 21 230).

## Œuvres littéraires
Son éditeur principal est Albin Michel, sauf mention contraire :
- 1953 : Les Grandes Lessives
- 1954 : Les Chemins écartés
- 1955 : Les Honneurs de la guerre (L'Horizon), Prix Fénéon
- 1957 : Tous comptes faits
- 1959 : La Corrida de la victoire, Prix des libraires
- 1961 : L'Esbroufe, Prix des Volcans
- 1964 : L'État sauvage, Prix Goncourt
- 1967 : Le Canada, Arthaud. Prix Montcalm
- 1967 : L'Apprenti gaucher,
- 1963 : L'Auvergne, Arthaud
- 1969 : Nous la Gauche devant Louis-Napoléon, Flammarion
- 1972 : L'Amour en face
- 1975 : Sept Morts sur ordonnance, Presses de la Cité
- 1977 : Le Sucre
- 1978 : Judith Therpauve, Jean-Claude Simoën
- 1980 : La Banquière (récit de Jean Noli et Éric Chanel, d'après le scénario de Georges Conchon), Ramsay
- 1983 : Le Bel Avenir
- 1986 : Mon beau-frère a tué ma sœur
- 1987 : Colette Stern, Gallimard
- 1990 : Lacenaire, Édition du Seuil

### Théâtre
- 1965 : Pourquoi pas Vamos, mise en scène de Jean Mercure, théâtre Édouard VII

## Filmographie

### Comme scénariste
- 1967 : L'Étranger de Luchino Visconti
- 1975 : Il pleut sur Santiago d'Helvio Soto
- 1975 : Sept morts sur ordonnance de Jacques Rouffio
- 1976 : La Victoire en chantant de Jean-Jacques Annaud
- 1977 : L'État sauvage de Francis Girod
- 1978 : Judith Therpauve de Patrice Chéreau
- 1978 : Le Sucre de Jacques Rouffio
- 1980 : La Banquière de Francis Girod
- 1980 : Une affaire d'hommes de Nicolas Ribowski
- 1986 : Mon beau-frère a tué ma sœur de Jacques Rouffio
- 1990 : Lacenaire de Francis Girod

### Comme auteur
- 1966 : L'Horizon de Jacques Rouffio
- 1977 : L'État sauvage de Francis Girod
- 1978 : Le Sucre de Jacques Rouffio

### Comme dialoguiste
- 1966 : L'Horizon de Jacques Rouffio
- 1986 : Mon beau-frère a tué ma sœur de Jacques Rouffio

### Comme acteur
- 1976 : René la Canne de Francis Girod

### Télévision
- 1961 : La Corrida de la victoire de Georges Folgoas, adaptation
- 1967 : L'Ami Fritz de Georges Folgoas, adaptation
- 1969 : Asche des Sieges de Dietrich Haugk, remake allemand de La Corrida de la victoire
- 1985 : Châteauvallon, scénario
- 1994 : La Marche de Radetzky d'Axel Corti, scénario

## Prix et nominations
- Césars 1976 : nomination au César du meilleur scénario original ou adaptation pour Sept morts sur ordonnance